# Make It with You (альбом)
| Оценки критиков               | Оценки критиков |
| Источник                      | Оценка          |
| ----------------------------- | --------------- |
| AllMusic                      | [ 3 ]           |
| Encyclopedia of Popular Music | [ 4 ]           |

Make It with You — студийный альбом американской певицы Пегги Ли, выпущенный в ноябре 1970 года на лейбле Capitol Records. Аранжировщиком и дирижёром альбома выступил Бенни Голсон.

## Коммерческий успех
Make It With You стал 23-м альбомом Пегги Ли, вошедшим в чарт альбомов журнала Billboard. Его дебют состоялся в течение недели 19 декабря 1970 года. Проведя всего 2 недели в топ-200 чарта, он достиг пика на 194-го месте. Пока Ли была жива, Make It With You был последним её альбомом, попавшим в чарт альбомов журнала Billboard.

## Список композиций
| №  | Название                              | Автор(ы)                       | Длительность |
| -- | ------------------------------------- | ------------------------------ | ------------ |
| 1. | «One More Ride on the Merry-Go-Round» | Говард Гринфилд, Нил Седака    | 2:18         |
| 2. | «The Long and Winding Road»           | Джон Леннон, Пол Маккартни     | 3:20         |
| 3. | «That’s What Living’s About»          | Пол Анка                       | 2:29         |
| 4. | «The No-Color Time of Day»            | Барбара Филд, Милтон Шафер     | 2:52         |
| 5. | «Let’s Get Lost in Now»               | Чарльз Кейн-Кортни, Питер Линк | 3:08         |

| №                   | Название                              | Автор(ы)                                | Длительность |
| ------------------- | ------------------------------------- | --------------------------------------- | ------------ |
| 1.                  | «Make It with You»                    | Дэвид Гейтс                             | 3:18         |
| 2.                  | «Passenger of the Rain»               | Себастьян Жапризо, Франсис Ле, Пегги Ли | 4:00         |
| 3.                  | «I’ve Never Been So Happy in My Life» | Лью Спенс                               | 2:29         |
| 4.                  | «You’ll Remember Me»                  | Артур Гамильтон, Стэн Уорт              | 3:15         |
| 5.                  | «Goodbye»                             | Гордон Дженкинс                         | 3:53         |
| Общая длительность: | Общая длительность:                   | Общая длительность:                     | 31:14        |

## Чарты
| Чарты (1970)        | Высшая позиция |
| ------------------- | -------------- |
| США (Billboard 200) | 194            |